# Banff (Aberdeenshire)
Banff, schottisch-gälisch: Banbh, ist eine Gemeinde in Schottland an der Nordseeküste nördlich von Aberdeen.

## Lage
Banff liegt in der Council Area Aberdeenshire an der Mündung des Flusses Deveron in die Nordsee.

## Gliederung
In vergangenen Jahrhunderten war Banff namensgebender Hauptort der Grafschaft Banffshire. Mit der Nachbargemeinde Macduff am Ostufer des Deveron bildet Banff ein kommunale Einheit. Gemeinsam unterhält die Zwillingsstadt ein Aquarium, den Colleonard Sculpture Park und das Duff House, erbaut von William Adam im Jahr 1730 und jetzt im Besitz der National Gallery of Scotland. Spätestens seit dem 17. Jahrhundert verfügt die Kleinstadt über einen Hafen. Banff diente in dem Film Local Hero als Drehort.

## Persönlichkeiten
- James Wilson (1812–1880), australischer Politiker
- John Rhind (1828–1893), Bildhauer